# Grahamina capito
Grahamina capito és una espècie de peix de la família dels tripterígids i de l'ordre dels perciformes.

## Morfologia
- Els mascles poden assolir 9,4 cm de longitud total.[1][2]

## Alimentació
Menja petits organismes bentònics.

## Hàbitat
És un peix marí, de clima temperat i demersal.

## Distribució geogràfica
Es troba a Nova Zelanda.

## Observacions
És inofensiu per als humans.